# 暗黒の神話
『暗黒の神話』(Creatures of the Night) は、1982年にリリースされたアメリカのロックバンド、キッスの10枚目のスタジオ・アルバムである。
本作は、オリジナル・リード・ギタリストのエース・フレーリーが在籍中に発表された最後のアルバムであり、ヴィニー・ヴィンセントが初めて起用された。トレードマークであるメイクを施したキッスの最後のアルバムでもある。
彼等がデビュー以来在籍していたカサブランカ・レコードでの最後の作品で、カサブランカ・レコードを創設し彼等の初期の支援者であったニール・ボガートの思い出に捧げられた。

## 概要
このアルバムは、キッスが『地獄の軍団』(1976年）や『ラヴ・ガン』（1977年）で商業的成功を収めたハード・ロック・スタイルに戻ることを意識して制作された。ポップなアルバム『地獄からの脱出』（1979年）や『仮面の正体』（1980年）で人気が落ち始め、1981年の『〜エルダー〜 魔界大決戦』（1981年）でどん底に落ちてしまったのだ。1982年になると、キッスは1980年から81年にかけて約束していたヘビーなレコードを出す必要があると考えた。
最初の鍵となったのは、ソングライター／ギタリストのヴィニー・ヴィンセントである。ヴィンセントは、アルバムの共同作曲者であるアダム・ミッチェルに紹介され、エース・フレーリーの後任としてバンドの新しいリード・ギタリストになることが決まっていた。 フレーリーはこのアルバムでは演奏していないが、契約上および商業上の理由から、彼の顔はアルバム・カバーに掲載されている。フレーリーは『地獄からの脱出』以来、バンドにヘヴィ・ロックのレコードを出すように働きかけていたが、『暗黒の神話』の頃にはバンドに完全に幻滅していた。アルコール依存症と処方薬依存症（交通事故の後に始まった）のため、レコーディング・セッション中にバンドを脱退した。このツアーでヴィンセントは、ポール・スタンレーが急遽デザインしたエジプトのアンクのメークで登場した。1985年、キッスは、ジーン・シモンズ、スタンレー、エリック・カー、そして当時のギタリスト、ブルース・キューリック（キューリックはアルバムに参加していないが）をフィーチャーしたジャケットで、メイクアップされていない状態でアルバムを再発売した。ヴィニー・ヴィンセントは、1985年にはとっくにバンドを脱退していた（その後、3度解雇されている）。
1982年までに、アメリカにおけるキッスの人気は、音楽の嗜好の変化とハードロックをほぼ放棄したことにより、急落していた。『地獄からの脱出』（1979年）は商業的には成功したものの、ディスコ風味の曲「ラヴィン・ユー・ベイビー」で多くのファンを遠ざけた。『仮面の正体』（1980年）は、さらにポップ・ミュージックに傾倒し、『地獄への接吻』（1975年）以来、キッスのアルバムとしては初めてプラチナ・ステータスを獲得できなかった。バンドは『仮面の正体』のためにアメリカ・ツアーを行うこともなく、またすぐに最初のラインナップ変更に直面した。創業メンバーのピーター・クリスは『仮面の正体』のレコーディング・セッションには一切参加しておらず、1980年に正式にキッスを脱退した。後任はエリック・カーであった。
1980年後半、キッスは最もヘビーなレコードをレコーディングすると発表し、ファンの期待を高めた。しかし、バンドは1981年末に『〜エルダー〜 魔界大決戦』をリリースした。このアルバムは、最終的には撮影されなかった『The Elder』という映画を補完するためのコンセプト・アルバムである。このアルバムはストーリー性があり、バラードや短いオーケストラ曲、さまざまな歌詞のテーマが盛り込まれていた。このアルバムは、バンドの地位を向上させるものではなく、逆にアメリカのファン層をさらに遠ざけ、ゴールド・ステータスを達成することができなかった。また、少し前にアメリカで行われたUnmasked Tourをキャンセルしたバンドは、予定されていた『〜エルダー〜 魔界大決戦』のツアーを中止した。フレーリーはすぐにバンドを去った。
キッスのレーベル状況も変化していた。カサブランカ・レコードの創始者であるニール・ボガートは、同レーベルを配給会社であるポリグラムに売却し、ボードウォーク・レコーディング・カンパニーを一時的に設立していたが、癌と診断され、後に死去してしまった。カサブランカの契約には、ボガートがレーベルを去った場合、バンドはレーベルを去ることができるという条項があったため、キッスはフリーエージェントとなり、マーキュリー・レコードと数百万ドルの契約を結んだ。マーキュリーはポリグラムが所有するレーベルであり、名目上ではあるが、バンドを「古い」レーベルに戻した。

## レコーディング
1982年7月に『暗黒の神話』のレコーディング・セッションが始まったとき、キッスは基本的にトリオで活動していた。フレーリーはまだバンドに出演していたが、キッスとの音楽的な関わりはほぼ終わっていた。アルバムのプロモーションに登場したフレーリーは、完全に調子を崩しており、バンドが録音された曲にリップシンクしている場合、彼はその曲を知らなかった。フレーリーが正式にキッスを脱退したのは、アルバムがリリースされ、短いヨーロッパでのプロモーション・ツアーを終えた後のことである。Creatures of the Night Tour/10th Anniversary Tourのアメリカ公演でフレーリーの代わりにリードギターを担当したのは、アンクのメイクを施したヴィニー・ヴィンセントだった。
音楽的には、『〜エルダー〜 魔界大決戦』のプログレッシブ・ロック、『地獄からの脱出』や『仮面の正体』のポップさは『暗黒の神話』には全くなく、その時点でグループが作った最もヘビーなアルバムとなった。『暗黒の神話』の唯一のバラードである「アイ・スティル・ラヴ・ユー（I Still Love You）」は、それまでにキッスがリリースしたどのバラードよりもヘビーでダークだった。また、カーのドラミング・スタイルは、クリスのジャズに影響を受けたスタイルよりも、ジョン・ボーナムのドラミングに近いものだった。 このアルバムの初期のプレス盤の中には、ジョン・クーガーの『アメリカン・フール』が誤って片面だけ収録されているものがあった。キッスもクーガーも当時はマーキュリーレコードの傘下にあった。
『暗黒の神話』は、キッスのアルバムの中で、シモンズとスタンレーのどちらかがすべてのリードボーカルを担当した初めてのアルバムである。それまでのスタジオ・リリースでは、少なくとも1曲は他のバンド・メンバーがリード・ボーカルをとっていた。バンドは「アイ・ラヴ・イット・ラウド（I Love It Loud）」のビデオを公開し、MTVで適度に放送された。このビデオでは、カーのドラムキットを、爆発する砲塔を持つ巨大な金属製の戦車に見立てたステージ設定がなされている。炎や爆発も多く、キッスは『暗黒の神話』の音楽を反映したビデオを制作しようとしたのである。フレーリーはリズム・ギタリストとして登場し、スタンリーは7音階のソロを演奏している。
ゴースト・プレイヤーとして『地獄の軍団』ではディック・ワグナー、『アライヴ2』と『キッス・キラーズ』ではボブ・キューリックを起用していたが、ヴィニー・ヴィンセントはセッション・プレイヤー兼共同作曲者としてリード・ギターのほとんどを担当し、その後、フレーリーの後任としてフルタイムのメンバーに加えられた。Mr.ミスターのギタリスト、スティーブ・ファリスは、フレーリーの後任として検討されていたが、「見た目が似合わない」と判断され、タイトル曲「クリーチャーズ・オブ・ザ・ナイト（Creatures of the Night）」のソロとリード・フィルを担当した。また、共同作曲者のアダム・ミッチェルもタイトル曲のギターを担当している。ボブ・キューリックは、「キープ・ミー・カミン（Keep Me Comin）」と「デインジャー（Danger）」のソロを演奏したとよく言われるが、2011年のインタビューで、彼が『暗黒の神話』で行ったスタジオ・ワークのどれもアルバムには収録されなかったことを認めている。ジミー・ハスリップ（ブラック・ジャックの元メンバー）は、2008年にジェイムス・ジャクソンに誘われて5曲を録音したと宣言したが（シモンズはダイアナ・ロスとの関係が終わったためにベース・パートを拒否したとされる）、ハスリップは「デインジャー」を録音したことだけを確認した。
エース・フレーリーのアルバム『Origins, Vol.1』（2016年）には「ロック・アンド・ロール・ヘル（Rock and Roll Hell）」のカバーが収録されている。

## ジャケット
1982年のオリジナル盤、1985年の再発盤（『暗黒の神話』ではメンバーではなかったブルース・キューリックと他のメンバーがノーメイクで登場）、1997年のリマスター盤（オリジナル盤と同じ写真だが、ロゴや文字に細かい違いがある）の3種類のアルバム・アートワークが公式に存在している。1985年のノーメイク盤では、「クリーチャーズ・オブ・ザ・ナイト」がリミックスされており、「セイント・アンド・シナー（Saint and Sinner）」と「Killer（キラー）」が互いに入れ替わっている。ブートレグされたヴィニー・ヴィンセントのカバーはCD化されていないが、エキストラ・レアなヴィンセントのカバーが「Hiding from Tomorrow」と呼ばれている。また、時々eBayに現れるブートレグのLPには、メイクアップしたヴィンセントがフレーリーにエアブラシをかけたブラジルのプロモ・バージョンだと主張するものがある。

## 評価
好意的な評価にもかかわらず、『暗黒の神話』は5年前のような商業的成功を収めることはできなかった。というのも、バンドの前3作の音楽的実験がアメリカのファンベースに影響を与えたからである。 このアルバムは、Kerrang！とGuitar Worldの両誌が1982年のベスト・ハード・ロック・アルバムの5位にランクインするなど、高い評価を得ている。 カーはインタビューの中で、『暗黒の神話』は自分が演奏したキッスのレコードの中で最も好きなものだと述べている。1977年以降のバンドのアルバムを一般的に否定してきたシモンズとスタンレーは、『暗黒の神話』を彼らの強力な作品のひとつと考えていた。
『Creatures of the Night』は1994年5月9日にRIAAからゴールド認定を受けた。 ブラジルでは1983年に10万枚の売り上げでゴールド認定を受けている。

## ライブ活動
クリスマス後すぐに始まったCreatures of the Night Tour/10th Anniversary Tourは、1983年の最初の5ヶ月間にわたって行われ、バンドの旅程はほぼ北米に集中した。しかしは、1979年に行われた前回の北米ツアーよりも大きな失敗となってしまった。このツアーでは、4年前のDynasty Tourではソールドアウト、もしくは満員に近い状態で演奏していた会場や、チケットの売れ行きが悪かったためにキャンセルされた公演など、半端な状態のアリーナで演奏することが多かった。にもかかわらず、このアルバムに対するファンの好意的な評価により、「ウォー・マシーン（War Machine）」、「アイ・ラヴ・イット・ラウド」、「クリーチャーズ・オブ・ザ・ナイト」は、今日までキッスのコンサートの定番曲となっている。「クリーチャーズ・オブ・ザ・ナイト」と「アイ・ラヴ・イット・ラウド」のライブバージョンは『アライヴ3』に収録されている。

## 収録曲
| No. | Title                    | Writers                            | Length | personnel |
| --- | ------------------------ | ---------------------------------- | ------ | --- |
| 1.  | "Creatures of the Night" | Paul Stanley, Adam Mitchell        | 4:02   | Paul Stanley – lead vocals, rhythm guitar Eric Carr – drums, backing vocals Steve Farris – lead guitar Mike Porcaro – bass Adam Mitchell – additional guitar and end lick |
| 2.  | "Saint and Sinner"       | Gene Simmons, Mikel Japp           | 4:50   | Gene Simmons – vocals, bass Eric Carr – drums Vinnie Vincent – all guitars                                                                                                |
| 3.  | "Keep Me Comin'"         | Stanley, Mitchell                  | 3:55   | Paul Stanley – lead vocals, rhythm guitar Gene Simmons – bass Eric Carr – drums, backing vocals Vinnie Vincent – lead guitar                                              |
| 4.  | "Rock and Roll Hell"     | Simmons, Bryan Adams, Jim Vallance | 4:11   | Gene Simmons – vocals, bass Eric Carr – drums Robben Ford – all guitars                                                                                                   |
| 5.  | "Danger"                 | Stanley, Mitchell                  | 3:54   | Paul Stanley – lead vocals, rhythm guitar Eric Carr – drums, backing vocals Vinnie Vincent – lead guitar Jimmy Haslip – bass                                              |

| No. | Title              | Writers                  | Length | personnel |
| --- | ------------------ | ------------------------ | ------ | --- |
| 6.  | "I Love It Loud"   | Simmons, Vinnie Vincent  | 4:15   | Gene Simmons – lead vocals, bass Eric Carr – drums, backing vocals Vinnie Vincent – all guitars Dave Wittman – backing vocals |
| 7.  | "I Still Love You" | Stanley, Vincent         | 6:06   | Paul Stanley – vocals, rhythm guitar Eric Carr – drums, bass Robben Ford – lead guitar                                        |
| 8.  | "Killer"           | Simmons, Vincent         | 3:19   | Gene Simmons – lead vocals, bass Eric Carr – drums, backing vocals Vinnie Vincent – all guitars                               |
| 9.  | "War Machine"      | Simmons, Adams, Vallance | 4:14   | Gene Simmons – lead vocals, bass, rhythm guitar Eric Carr – drums, backing vocals Vinnie Vincent – lead guitar                |